# Oregon
Oregon (/ˈɒrɨɡən/ⓘ ORR-ə-gən) (phiên âm tiếng Việt: O-rê-gơn) là một tiểu bang ở vùng Tây Bắc Thái Bình Dương của Hoa Kỳ. Nơi này xưa kia có nhiều bộ lạc người bản thổ sinh sống trước khi những người mua bán da thú, các nhà thám hiểm và dân định cư đến. Lãnh thổ Oregon được thành lập năm 1848 sau khi người Mỹ đến đây định cư vào những năm đầu thập niên 1840. Oregon trở thành tiểu bang thứ 33 của Hoa Kỳ vào ngày 14 tháng 2 năm 1859. Oregon nằm trên duyên hải Thái Bình Dương giữa tiểu bang Washington ở phía bắc, California ở phía nam, Nevada ở phía đông nam và Idaho ở phía đông. Sông Columbia và sông Snake tạo thành các ranh giới phía bắc và đông của Oregon theo thứ tự vừa kể. Salem là thành phố đông dân thứ ba của tiểu bang và cũng là thủ phủ. Thành phố đông dân nhất tiểu bang là Portland. Hiện tại Portland đứng thứ 30 trong số các thành phố lớn nhất Hoa Kỳ với dân số 575.930 người (ước tính năm 2008) và dân số vùng đô thị là 2.175.133 (ước tính năm 2007), vùng đô thị lớn thứ 23 tại Hoa Kỳ.
Thung lũng sông Willamette ở miền tây Oregon là vùng sản xuất nông nghiệp và có mật độ dân cư đông nhất và là nơi có 8 trong số 10 thành phố đông dân nhất Oregon. Theo điều tra dân số năm 2000, tổng dân số của Oregon là khoảng 3,5 triệu người, tăng 20,3% so với năm 1990; ước tính dân số đã đến con số 3,7 triệu người vào năm 2006. Công ty tư hữu lớn nhất Oregon là Intel, nằm trong khu vực Rừng Silicon ở phía tây Portland. Tiểu bang có 199 học khu trong đó học khu "Các trường công lập Portland" là lớn nhất. Có 17 trường đại học cộng đồng và 7 trường đại học công lập trong Hệ thống Đại học Oregon. Đại học Tiểu bang Oregon tại Corvallis và Đại học Oregon tại Eugene là hai viện đại học chính của tiểu bang trong khi đó Đại học Tiểu bang Portland có số lượng ghi danh theo học nhiều nhất.
Các xa lộ chính gồm có Xa lộ liên tiểu bang 5 chạy dọc theo toàn bộ chiều dài bắc-nam của tiểu bang, Xa lộ liên tiểu bang 84 chạy theo hướng đông-tây, Quốc lộ Hoa Kỳ 97 băng ngang miền trung tiểu bang, Quốc lộ Hoa Kỳ 101 chạy hoàn toàn dọc theo duyên hải tiểu bang, và Quốc lộ Hoa Kỳ 20 và Quốc lộ Hoa Kỳ 26 chạy theo hướng đông-tây. Phi trường Quốc tế Portland là phi trường thương mại bận rộn nhất trong tiểu bang, do Cảng Portland, một cảng bận rộn nhất, điều hành. Dịch vụ đường sắt gồm có Union Pacific Railroad và dịch vụ vận tải BNSF Railway, dịch vụ chuyên chở hành khách Amtrak cũng như các tuyến đường sắt đô thị trong Vùng đô thị Portland.
Oregon có đa dạng phong cảnh bao gồm một bờ duyên hải Thái Bình Dương đầy cảnh sắc và lộng gió, các núi lửa của Dãy núi Cascade phủ tuyết và ghồ ghề, những cánh rừng rậm xanh quanh năm, và các hoang mạc trên cao nằm khắp phần lớn phía đông của tiểu bang. Những cây linh sam Douglas và củ tùng vươn tàn cao dọc theo duyên hải Tây Oregon mưa nhiều là hình ảnh tương phản rõ nét với những rừng thông và rừng juniper, thưa thớt và dễ bị cháy, bao phủ những vùng nằm bên nửa phía đông của tiểu bang. Phần phía đông của tiểu bang cũng có các vùng đất nửa khô cằn có các loại cây cỏ bụi rặm, đồng cỏ, và hoang mạc. Những khu vực khô hơn vươn về phía đông từ Trung Oregon. Núi Hood là điểm cao nhất trong tiểu bang với cao độ 11.239 ft (3.425 m) trên mặt biển. Công viên Quốc gia Crater Lake là công viên quốc gia duy nhất tại Oregon. Oregon đứng hạng nhất về cháy rừng tại Hoa Kỳ; năm 2007 Oregon có trên 1.000 vụ cháy rừng.

## Lịch sử

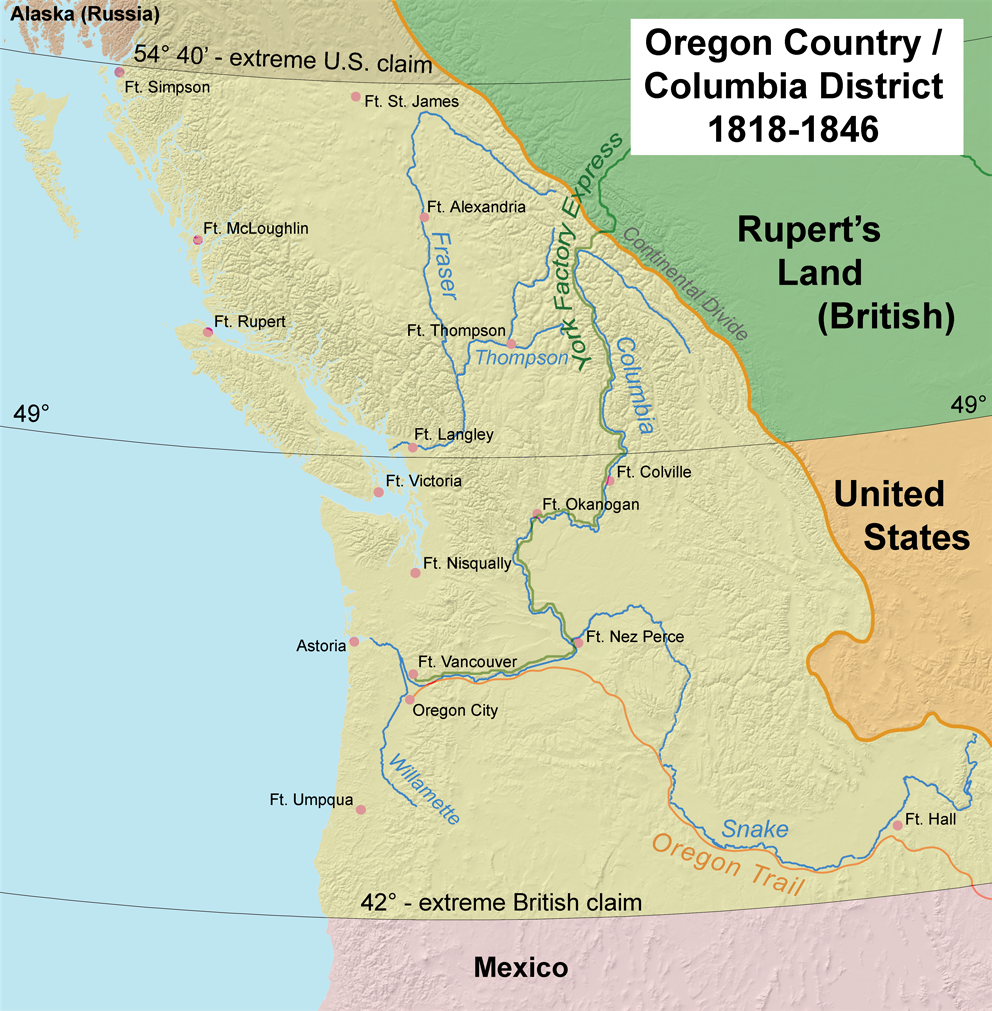
Bản đồ Xứ Oregon

Mặc dù có bằng chứng đáng kể rằng con người đã sống trong vùng Tây Bắc Thái Bình Dương 15.000 năm trước đây, ghi nhận đầu tiên về các hoạt động của con người tại nơi mà ngày nay là Oregon được nhà khảo cổ Luther Cressman khám phá vào năm 1938. Ông đã tìm thấy những đôi dép bằng vỏ cây sage gần Đồn Rock Cave. Điều đó chứng tỏ là con người đã sinh sống tại Oregon ít nhất là 13.200 năm trước đây. Khoảng năm 8000 trước Công nguyên, có nhiều khu định cư khắp nơi trên tiểu bang, đa số tập trung dọc theo hạ lưu Sông Columbia, trong các thung lũng miền tây, và quanh các nhánh sông duyên hải.
Vào thế kỷ 16, Oregon là nơi cư ngụ của nhiều nhóm người bản thổ châu Mỹ, bao gồm Bannock, Chasta, Chinook, Kalapuya, Klamath, Molalla, Nez Perce,Takelma, và Umpqua.
James Cook khám phá ra duyên hải năm 1778 trong lúc tìm kiếm Thủy đạo Tây Bắc (Northwest Passage). Cuộc thám hiểm của Lewis và Clark đã đi qua vùng này trong cuộc hành trình khám phá Vùng đất mua lại Louisiana. Họ xây một đồn lủy mùa đông cho họ là Đồn Clatsop gần cửa Sông Columbia. Các cuộc thám hiểm của Lewis và Clark (1805–1806) và David Thompson của Vương quốc Anh (1811) đã công bố có rất nhiều thú lấy da trong khu vực. Năm 1811, nhà tài phiệt New York tên là John Jacob Astor đã xây dựng Đồn Astoria tại cửa Sông Columbia như một trạm miền tây cho Công ty Da thú Thái Bình Dương. Đồn Astoria là khu định cư thường trực đầu tiên của người da trắng tại Oregon.
Trong Chiến tranh năm 1812, người Anh đã giành được kiểm soát tất cả những trạm thu mua của Công ty Da thú Thái Bình Dương. Trong thập niên 1820 và 1830, Công ty Vịnh Hudson của người Anh đã chi phối Tây Bắc Thái Bình Dương từ tổng hành dinh Khu Columbia của họ tại Đồn Vancouver (do John McLoughlin là Khu vực trưởng xây dựng năm 1825 ở phía bên kia Sông Columbia của Portland, Oregon ngày nay).
Năm 1841, người đánh bẫy thú tài tình và cũng là nhà thương buôn tên là Ewing Young mất với số tài sản khá lớn nhưng không có người thừa kế, và cũng không có hệ thống pháp lý nào để định đoạt về tài sản của ông. Một cuộc họp được tổ chức sau đám tang của Young mà trong đó có đề nghị thành lập một chính quyền tài phán. Tiến sĩ Ira L. Babcock được bầu làm Thẩm phán Tối cao. Babcock triệu tập hai cuộc họp năm 1842 tại Champoeg để thảo luận về sói và những con vật khác đáng quan tâm. Các buổi họp này dọn đường cho một cuộc họp toàn dân năm 1843 mà kết quả là thành lập một chính quyền lâm thời do một ủy ban hành pháp lãnh đạo gồm có David Hill, Alanson Beers, và Joseph Gale. Chính quyền này là chính quyền công lập đầu tiên của Xứ Oregon trước khi sáp nhập vào Hoa Kỳ.

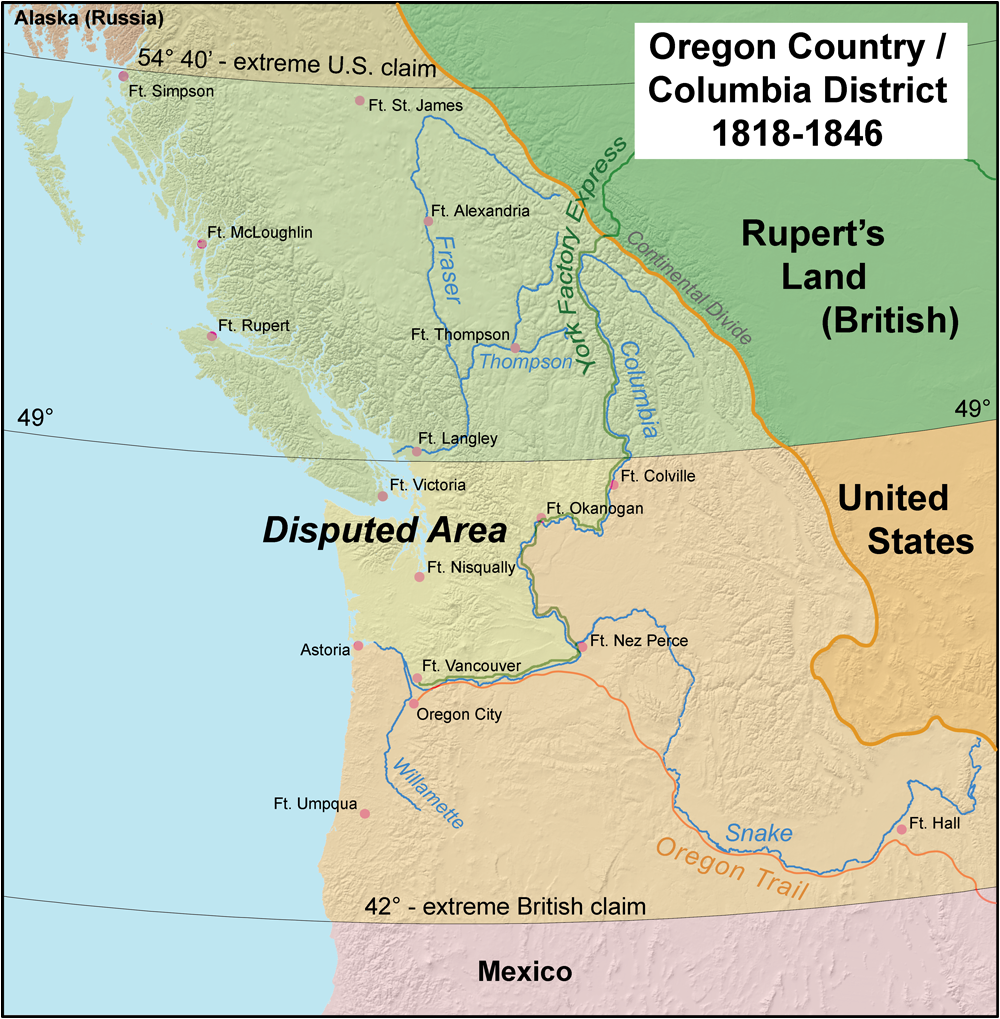
Bản đồ Oregon trong vòng tranh chấp. Được giải quyết qua Hiệp ước Oregon.

Đường mòn Oregon rót vào vùng này nhiều người định cư mới, bắt đầu từ 1842–1843 sau khi Hoa Kỳ đồng ý với Vương quốc Anh cùng định cư Xứ Oregon. Biên giới được giải quyết năm 1846 bằng Hiệp ước Oregon sau một thời kỳ tưởng chừng cả hai sẽ lâm vào chiến tranh lần thứ ba trong 75 năm. Tranh chấp biên giới Oregon giữa Hoa Kỳ và Bắc Mỹ thuộc Anh được giải quyết theo vĩ tuyến 49 độ. Lãnh thổ Oregon được chính thức tổ chức năm 1848.
Định cư gia tăng nhờ vào Đạo luật ban cấp đất năm 1850 cùng với việc cưỡng bức di dời dân số người bản thổ vào các khu dành riêng cho người bản thổ châu Mỹ tại Oregon. Tiểu bang được gia nhập Liên bang vào ngày 14 tháng 2 năm 1859.
Lúc bộc phát Nội chiến Hoa Kỳ, các lực lượng chính quy Hoa Kỳ được lệnh rút về miền Đông Hoa Kỳ. Kị binh tự nguyện được chiêu mộ tại California và được đưa lên phía bắc đến Oregon để giữ trật tự và bảo vệ dân chúng. Đệ nhất Kị binh Oregon phục vụ cho đến tháng 6 năm 1865.
Trong thập niên 1880, việc đưa vào hoạt động các tuyến xe lửa đã giúp cho việc mua bán gỗ, lúa mì của tiểu bang cũng như sự phát triển nhanh hơn các thành phố của nó.
Sự mở rộng công nghiệp bắt đầu một cách nghiêm chỉnh theo sau việc xây dựng Đập nước Bonneville năm 1943 trên Sông Columbia. Năng lượng, thực phẩm, và gỗ của Oregon đã giúp khởi động phát triển miền Tây Hoa Kỳ.
Tiểu bang có một lịch sử dài xung đột: người bản thổ châu Mỹ với các người đánh bẫy thú Anh, người Anh với dân định cư từ Hoa Kỳ, các nhà nuôi gia súc với các nông gia, các thành phố giàu và phát triển với các khu nông thôn nghèo đã được thành lập, những người khai thác gỗ với những nhà hoạt động môi trường, người theo chủ nghĩa da trắng siêu đẳng với những người chống kỳ thị chủng tộc, chủ nghĩa cấp tiến xã hội với chủ nghĩa bảo thủ, những người ủng hộ phúc lợi xã hội với các nhà hoạt động chống tăng thuế, và người bản xứ Oregonia với người California. Người Oregonia cũng có một lịch sử dài với những tư tưởng ly khai. Nhiều người tại nhiều vùng khác nhau và mọi phía trong giới chính trị cố tìm cách thành lập những tiểu bang khác và thậm chí quốc gia khác. (Xem bài: Tiểu bang Jefferson, Cascadia và Ecotopia.)
Các vấn đề đưa ra để bầu cử của tiểu bang Oregon thường có những lời đề nghị theo chiều hướng bảo thủ chính trị (thí dụ như các đề nghị đưa ra là chống đồng tình luyến ái, ủng hộ tôn giáo) bên cạnh với các lời đề nghị theo chiều hướng chính trị tự do.

## Tên của tiểu bang
Nguồn gốc tên "Oregon" thì không ai biết. Một lập luận do George R. Stewart đưa ra trong một bài báo đăng trong American Speech năm 1944 đã được Sách Địa danh Oregon tán thành như "lời giải nghĩa hợp lý nhất". Theo Stewart, cái tên là từ một sự nhầm lẫn khắc chữ trong một bản đồ Pháp xuất bản đầu thế kỷ 18 mà trên đó Ouisiconsink (Sông Wisconsin) bị đánh vần thành "Ouaricon-sint" và bị tách ra làm thành hai hàng với chữ -sint nằm bên dưới nên thành ra có nghĩa như là một con sông chảy về hướng tây có tên là "Ouaricon". Các giả thiết khác thì dựa vào nguồn gốc tiếng Tây Ban Nha với những chữ như Orejón ("lỗ tai to") hay Aragón.

## Địa lý

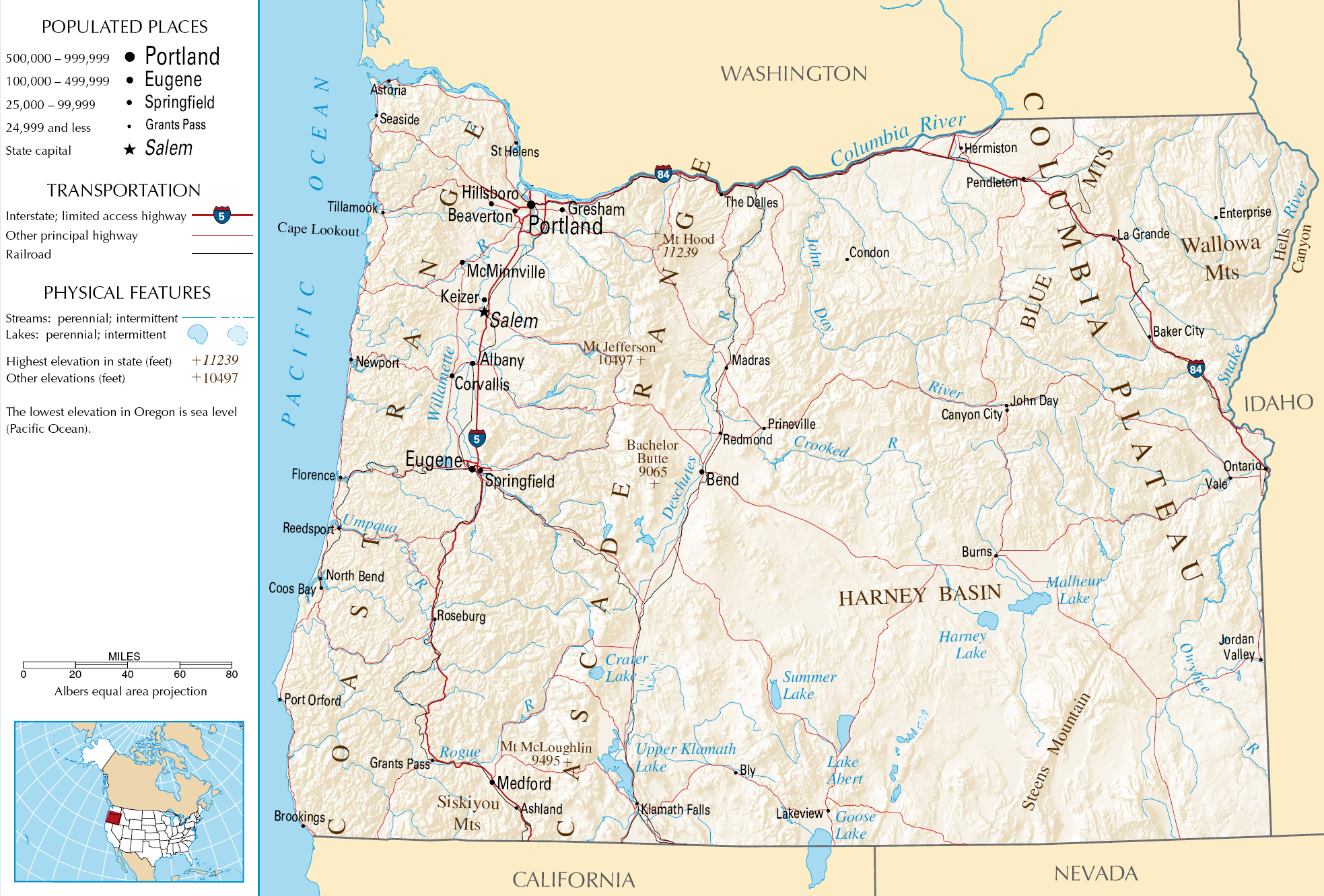
[http://nationalatlas.gov/printable/images/pdf/reference/pagegen_or.pdf Bản đồ Oregon

Địa lý của Oregon có thể được chia ra thành bảy vùng như sau: 
- Duyên hải Oregon - phía tây của Dãy núi Duyên hải Oregon
- Thung lũng Willamette
- Thung lũng Rogue
- Dãy núi Cascade
- Dãy núi Klamath
- Cao nguyên Sông Columbia
- Vùng Đại Bồn địa

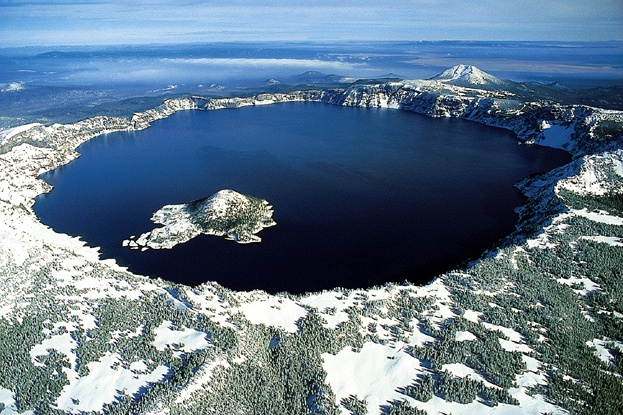
Hình chụp từ trên không Hồ miệng núi lửa tại Oregon

Những vùng núi non của miền tây Oregon hình thành là do hoạt động núi lửa của Mảng Juan de Fuca, một mảng kiến tạo gây ra mối đe dọa liên tục về hoạt động núi lửa và động đất trong vùng. Hoạt động chính gần nhất là Động đất Cascadia năm 1700; Núi St. Helens thuộc tiểu bang Washington phun trào dung nham năm 1980, một sự kiện có thể nhìn thấy được từ Portland.

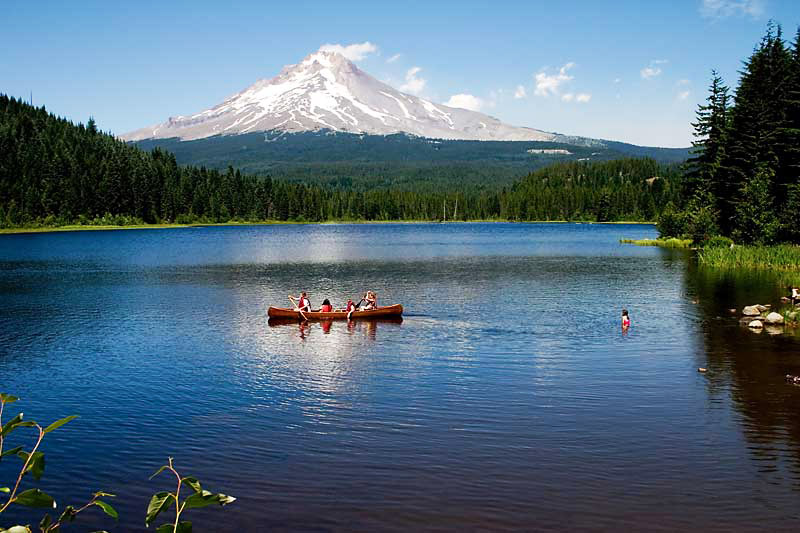
Núi Hood với Hồ Trillium ở phía trước.

Sông Columbia tạo phần nhiều ranh giới phía bắc của Oregon cũng đóng vai trò chính trong sự tiến hóa địa chất của vùng cũng như sự phát triển văn hóa và kinh tế của vùng. Sông Columbia là một trong những con sông lớn nhất Bắc Mỹ, và là con sông duy nhất cắt ngang Dãy núi Cascade. Khoảng 15.000 năm trước đây, sông Columbia liên tục gây lũ lụt phần nhiều Oregon; sự màu mỡ hiện tại của vùng Thung lũng Willamette phần lớn là do kết quả của những vụ lụt lội đó. Nhiều cá hồi là một phần đặc điểm của con sông. Trong thế kỷ 20, có vô số đập thủy điện đã được xây dựng dọc theo Sông Columbia có ảnh hưởng lớn đến cá hồi, giao thông và thương mại, điện năng, và kiểm soát lụt lội.

Cảnh duyên hải Oregon từ Công viên tiểu bang Ecola, với Đá Haystack ở phía xa.

Ngày nay, phong cảnh của Oregon đa dạng từ rừng mưa nhiệt đới ở vùng Dãy núi Duyên hải Oregon đến hoang mạc khô cằn ở đông nam. Khoảng cách xa nhất của Oregon là 295 dặm Anh (475 km) từ bắc đến nam, và 395 dặm Anh (636 km) từ đông sang tây. Tính về tổng diện tích nước và đất, Oregon là tiểu bang lớn hạng chín với 97.073 dặm vuông Anh (251.418 km²).
Điểm cao nhất tại Oregon là đỉnh của Núi Hood cao 11.239 feet (3.428 mét), và điểm thấp nhất là mực nước biển Thái Bình Dương dọc duyên hải Oregon. Độ cao trung bình là 3.300 feet (1.006 m).
Công viên Quốc gia Hồ miệng núi lửa là Công viên Quốc gia duy nhất của tiểu bang, và là nơi có Hồ miệng núi lửa, hồ sâu nhất tại Hoa Kỳ với độ sâu là 1.943 feet (592 mét).
Oregon cho rằng Sông D là con sông ngắn nhất trên thế giới, mặc dù tiểu bang Montana cũng tuyên bố tương tự đối với Sông Roe của mình. Oregon là nhà của Công viên Mill Ends (tại Portland), công viên nhỏ nhất trên thế giới với khoảng 452 in² (khoảng 3 ft², hay 0,29 m²).

### Các thành phố chính và thị trấn
Dân số Oregon tập trung phần lớn tại Thung lũng Willamette kéo dài từ Eugene (nhà của Đại học Oregon, thành phố lớn thứ ba) qua Salem (thủ phủ, thành phố lớn thứ nhì) và Corvallis (nhà của Đại học tiểu bang Oregon) đến Portland (thành phố lớn nhất Oregon.)
Astoria nằm ở cửa Sông Columbia là một khu định cư thường xuyên đầu tiên của người nói tiếng Anh ở phía tây của Rặng Thạch Sơn. Oregon City là thành phố được tổ chức đầu tiên của Lãnh thổ Oregon, và là thủ phủ đầu tiên (từ năm 1848 cho đến năm 1852 khi thủ phủ được dời về Salem.) Nó cũng là nơi cuối của Đường mòn Oregon và là nơi có thư viện công đầu tiên được thiết lập ở phía tây Rặng Thạch Sơn. Bend, gần trung tâm địa lý của tiểu bang, là một trong mười vùng đô thị phát triển nhanh nhất tại Hoa Kỳ. Về phía nam của tiểu bang, vùng Medford là một vùng đô thị phát triển nhanh và là phần giàu văn hóa của tiểu bang. Nó có Phi trường Quốc tế Thung lũng Rogue-Medford, phi trường bận rộn thứ ba của tiểu bang. Xa hơn về phía nam, gần ranh giới California-Oregon, là cộng đồng Ashland.

### Khí hậu
Khí hậu Oregon — đặc biệt là phía tây của tiểu bang - bị ảnh hưởng nhiều bởi Thái Bình Dương. Khí hậu thường ôn hòa nhưng cũng có những thời kỳ rất nóng hay lạnh có thể làm ảnh hưởng nhiều nơi của tiểu bang. Lượng mưa trong tiểu bang đa dạng: các hoang mạc ở phía đông Oregon, thí dụ như Hoang mạc Alvord (vì bị che khuất bởi Núi Steens) chỉ có khoảng 200 mm (8 in) lượng nước mưa rơi hàng năm, trong khi vùng sườn núi duyên hải phía tây nhận được khoảng 5000 mm (200 in) hàng năm. Trung tâm dân số Oregon phần lớn nằm ở phần phía tây của tiểu bang thường thì ẩm ướt trong khi các hoang mạc trên cao ở giữa và phía đông của Oregon thì khô hơn.
| Thành phố | Một   | Hai   | Ba    | Tư    | Năm   | Sáu   | Bảy   | Tám   | Chín  | Mười  | M.Một | M.Hai |
| --------- | ----- | ----- | ----- | ----- | ----- | ----- | ----- | ----- | ----- | ----- | ----- | ----- |
| Astoria   | 48/37 | 51/38 | 53/39 | 56/41 | 60/45 | 64/50 | 67/53 | 68/53 | 68/50 | 61/44 | 53/40 | 48/37 |
| Burns     | 35/14 | 40/19 | 49/25 | 57/29 | 66/36 | 75/41 | 85/46 | 84/44 | 75/35 | 62/26 | 45/21 | 35/15 |
| Eugene    | 46/33 | 51/35 | 56/37 | 61/39 | 67/43 | 73/47 | 82/51 | 82/51 | 77/47 | 65/40 | 52/37 | 46/33 |
| Medford   | 47/31 | 54/33 | 58/36 | 64/39 | 72/44 | 81/50 | 90/55 | 90/55 | 84/48 | 70/40 | 53/35 | 45/31 |
| Pendleton | 40/27 | 46/31 | 55/35 | 62/40 | 70/46 | 79/52 | 88/58 | 87/57 | 77/50 | 64/41 | 48/34 | 40/28 |
| Portland  | 46/34 | 50/36 | 56/39 | 60/42 | 67/48 | 73/53 | 79/57 | 80/57 | 75/52 | 63/45 | 52/40 | 45/35 |
| Salem     | 47/34 | 51/35 | 56/37 | 61/39 | 68/44 | 74/48 | 82/52 | 82/52 | 77/48 | 64/41 | 52/38 | 46/34 |

## Luật pháp và chính quyền

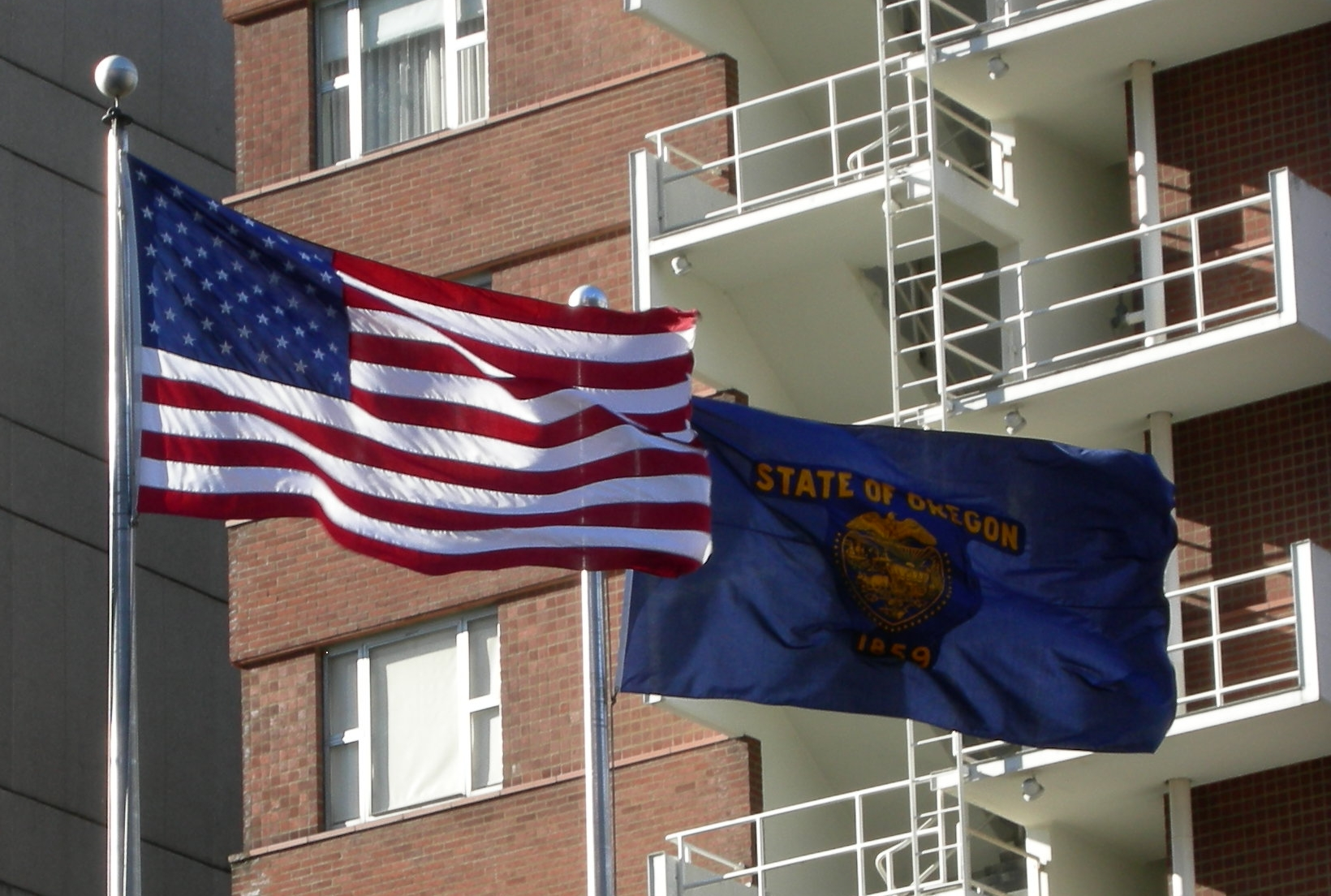
Cờ Hoa Kỳ và Cờ Oregon bay bên cạnh nhau dưới phố chính Portland.

Xứ Oregon hoạt động như một Cộng hòa độc lập với một văn phòng hành pháp gồm ba người và một hành chánh trưởng cho đến khi bị Hoa Kỳ sáp nhập vào ngày 13 tháng 8 năm 1848. Ngay sau bị sáp nhập vào Hoa Kỳ, một chính quyền lãnh thổ đã được thiết lập. Oregon duy trì chính quyền lãnh thổ cho đến khi được phép gia nhập thành một tiểu bang của Hoa Kỳ vào ngày 14 tháng 2 năm 1859.

### Chính quyền tiểu bang
Chính quyền tiểu bang Oregon có một sự chia sẻ quyền lực tương tự như chính phủ liên bang. Nó có ba ngành, được gọi là những bộ theo Hiến pháp Oregon:
- Một Bộ lập pháp (lưỡng viện Quốc hội Oregon),
- Một Bộ hành pháp bao gồm một "bộ quản trị" và Thống đốc Oregon phục vụ như hành chánh trưởng, và
- Một Bộ tư pháp được Thẩm phán trưởng Tối cao Pháp viện Oregon lãnh đạo.

Các thống đốc tại Oregon phục vụ nhiệm kỳ bốn năm và giới hạn hai nhiệm kỳ liên tiếp, nhưng không giới hạn tổng số nhiệm kỳ. Thư ký tiểu bang Oregon là người thứ nhất kế vị thống đốc. Các viên chức khác của toàn tiểu bang là Trưởng ngân khố, Tổng biện lý, Giám sát viên, và Ủy viên Lao động. Quốc hội Oregon gồm có 30 thành viên Thượng viện và 60 thành viên Hạ viện. Tối cao Pháp viện Oregon có bảy thẩm phán được bầu lên, hiện thời có hai thẩm phán tối cao pháp viện tiểu bang đồng tính duy nhất công khai tại Hoa Kỳ. Họ tự chọn ra một người trong số họ để phục vụ nhiệm kỳ sáu năm với tư cách là thẩm phán trưởng. Tòa án duy nhất mà có thể đảo ngược hay chỉnh lý một quyết định của Tối cao Pháp viện Oregon là Tối cao Pháp viện Hoa Kỳ.
Tiểu bang vẫn duy trì các mối liên hệ chính thức với 9 chính quyền bộ tộc được chính phủ liên bang công nhận tại Oregon:
- Bộ lạc Paiute Burns
- Liên hiệp các bộ lạc Coos, Hạ Umpqua và Siuslaw
- Liên hiệp các bộ lạc cộng đồng Grand Ronde
- Liên hiệp các bộ lạc Siletz
- Liên hiệp các bộ lạc Warm Springs
- Liên hiệp các bộ lạc Khu dành riêng cho người bản thổ châu Mỹ Umatilla
- Bộ lạc Coquille
- Nhóm người bản thổ châu Mỹ Umpqua Cow Creek
- Các bộ lạc Klamath

### Chính phủ liên bang
Giống như tất cả các tiểu bang Hoa Kỳ, Oregon co hai Thượng nghị sĩ tại Thượng viện Hoa Kỳ. Từ Điều tra Dân số Hoa Kỳ năm 1980, Oregon có năm Khu bầu cử Quốc hội.
Sau khi được gia nhập liên bang, Oregon bắt đầu với chỉ một đại diện duy nhất tại Hạ viện Hoa Kỳ (La Fayette Grover phục vụ trong Quốc hội Hoa Kỳ thứ 35 ít hơn một tháng). Theo Hiến pháp Hoa Kỳ thì số đại diện của một tiểu bang tại Hạ viện Hoa Kỳ là dựa vào dân số của tiểu bang đó. Điều tra Dân số Hoa Kỳ năm 1890 cho Oregon thêm một đại diện. Các lần Điều tra Dân số Hoa Kỳ sau đây đã cộng thêm cho Oregon mỗi lần một đại diện là vào năm 1910, 1940, và 1980. Hiện tại Oregon có tổng số là 5 đại diện tại Hạ viện Hoa Kỳ. Xem thêm danh sách Đại biểu Quốc hội Hoa Kỳ từ Oregon.

## Kinh tế

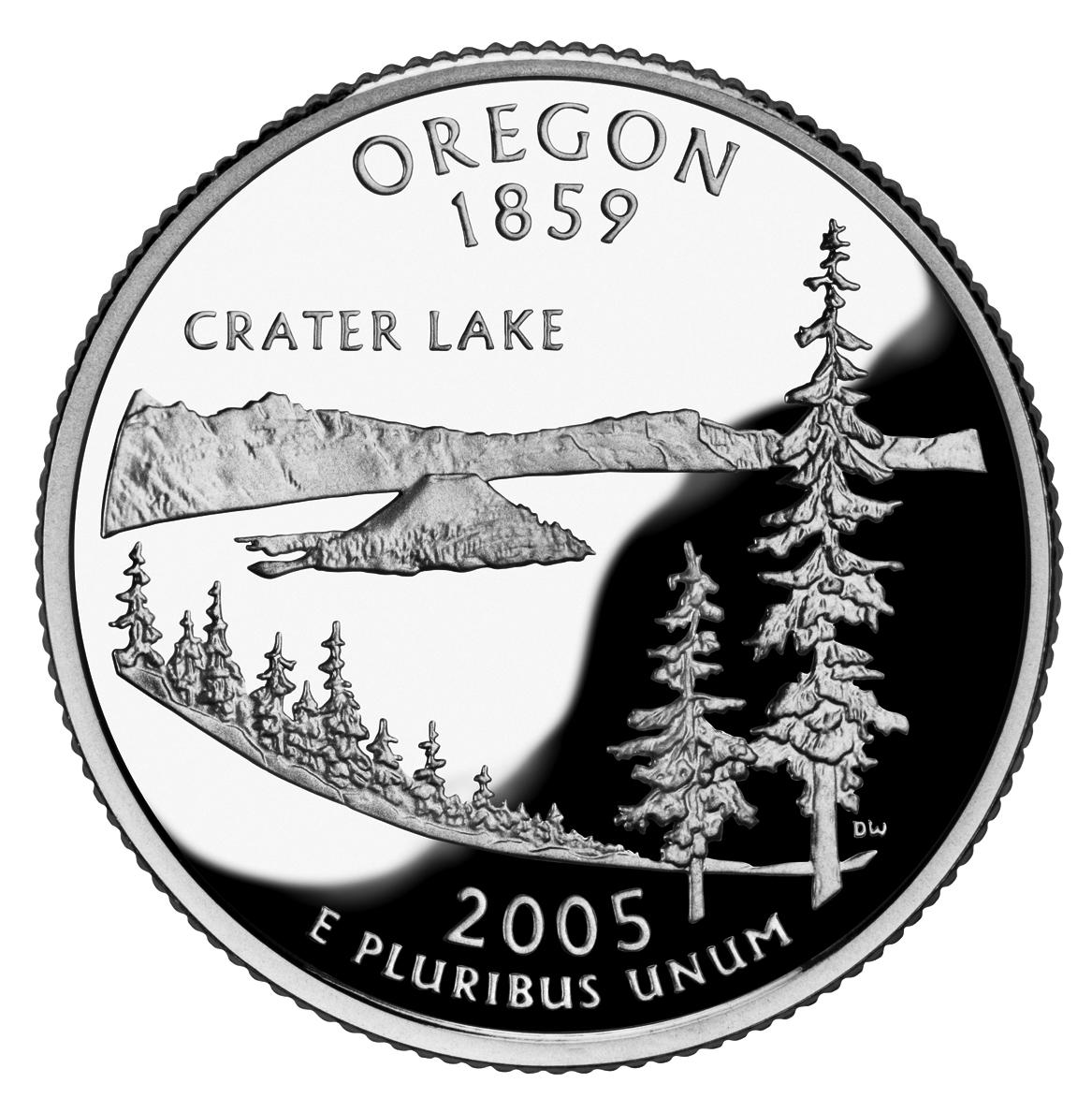
Tiền kim loại 25 xu tiểu bang Oregon có hình Hồ miệng núi lửa.

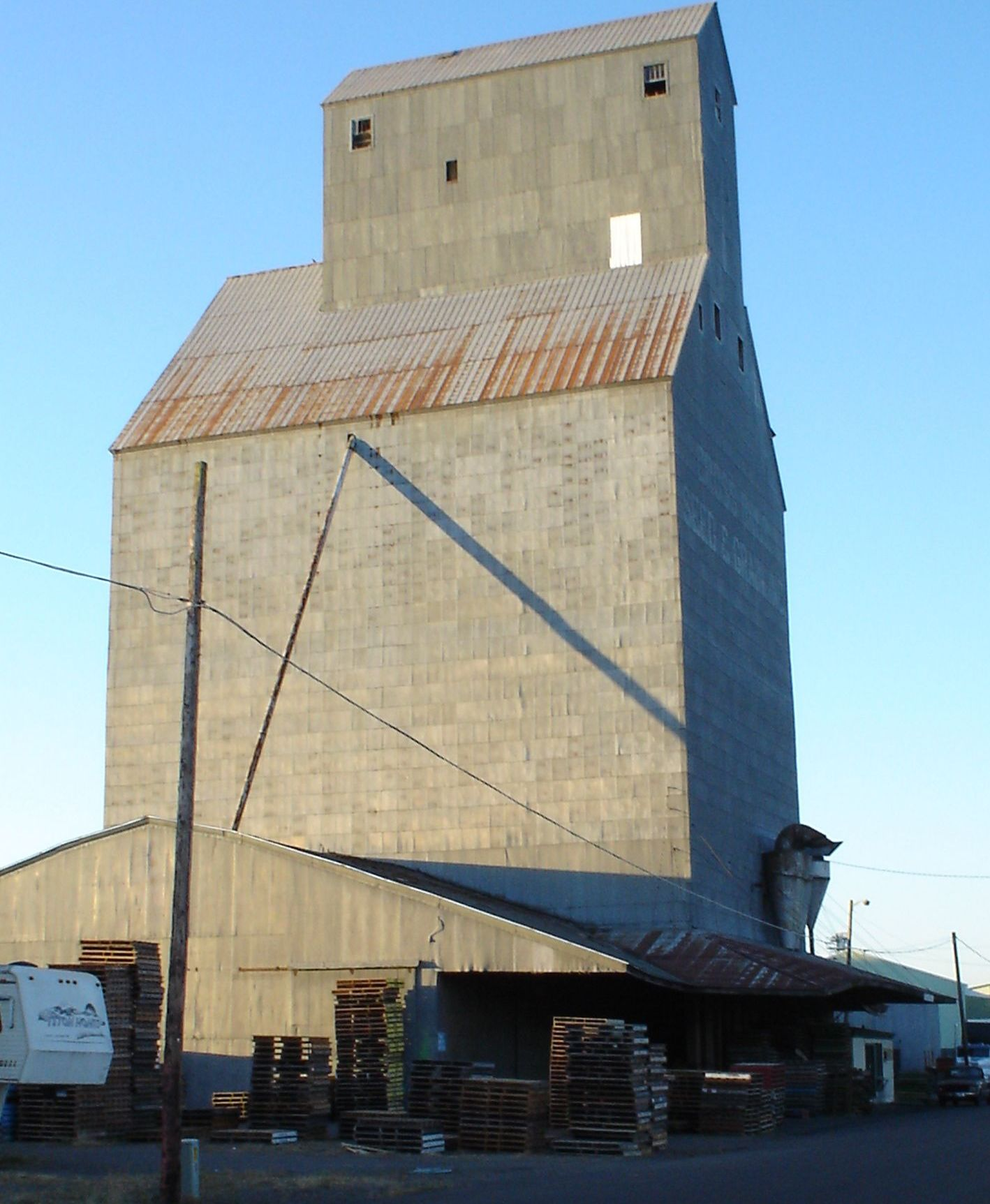
Một nhà kho chứa hạt tại Halsey dự trữ hạt cỏ, một trong các vụ mùa lớn nhất của tiểu bang.

Đất trong Thung lũng Willamette màu mở là nhờ vào những vụ lụt lội thời rất xa xưa. Đất màu mở này là nguồn tài nguyên dồi giàu cho các nông sản như khoai tây, bạc hà, hoa bia, và táo (apple) và nhiều loại trái cây khác.
Oregon cũng là một trong bốn vùng chính của thế giới trồng hazelnut, và sản xuất 95% hazelnut trong quốc nội Hoa Kỳ. Trong khi lịch sử sản xuất rượu tại Oregon có thể truy tìm về nguồn gốc trước thời cấm rượu, sản xuất rượu trở thành một ngành công nghệ nổi bật bắt đầu từ thập niên 1970. Năm 2005, Oregon đứng hạng ba trong tất cả các tiểu bang Hoa Kỳ với 303 hãng làm rượu bia. Vì có sự tương đồng về vùng khí hậu và đất đai nên nho trồng tại Oregon thường là những giống nho tương tự tìm thấy tại những vùng làm rượu bia ở Pháp như Alsace và Burgundy. Tại vùng đông bắc của tiểu bang, đặc biệt là quanh Pendleton, có cả hai giống lúa mì đất khô và cầm thủy được trồng. Các nông gia và nhà chăn nuôi Oregon cũng nuôi trồng bò, trừu, các sản phẩm từ sữa, trứng và thịt gà.
Những khu rừng bạt ngàn rộng lớn trong lịch sử đã biến Oregon thành một trong những tiểu bang lâm nghiệp và sản xuất gỗ chính tại Hoa Kỳ. Tuy nhiên những vụ cháy rừng, thu hoạch vượt mức đã giảm thiểu số lượng gỗ sản xuất. Theo Viện Tài nguyên Rừng Oregon, giữa năm 1989 và 2001, số lượng gỗ thu hoạch từ những khu rừng liên bang đã giảm 96%, từ 10 triệu xuống 408 ngàn mét khối mặc dù mức thu hoạch trên đất rừng tư vẫn gần như không thay đổi. Mặc dù có chuyển hướng về hàng thành phẩm như giấy và vật liệu xây dựng nhưng điều đó cũng không làm chậm được sự suy giảm của nền công nghiệp về gỗ tại tiểu bang. Hậu quả của sự xuống dốc này bao gồm việc Weyerhaeuser thu mua hãng Công nghiệp Willamette có tổng hành dinh tại Portland vào tháng 1 năm 2002, việc di chuyển tổng hành dinh công ty của Louisiana Pacific từ Portland đến Nashville, và sự suy sụp của các cựu thị trấn của công ty gỗ như Gilchrist. Dù có những sự thay đổi như thế nhưng Oregon vẫn dẫn đầu Hoa Kỳ về sản xuất gỗ mềm; năm 2001, 14 triệu m³ được sản xuất tại Oregon, so với 10,05 triệu m³ tại tiểu bang Washington, 6,444 triệu m³ tại California, 5,694 triệu m³ tại Georgia, và 5,491 triệu m³) tại Mississippi.
Oregon đôi khi là nơi để thực hiện các bộ phim. Các bộ phim toàn phần hay một phần quay tại Oregon gồm có: The Goonies, National Lampoon's Animal House, Stand By Me, Kindergarten Cop, One Flew Over the Cuckoo's Nest, Paint Your Wagon, The Hunted, Sometimes a Great Notion, Elephant, Bandits, The Ring, The Ring 2, Teenage Mutant Ninja Turtles 3, Short Circuit, Come See The Paradise, The Shining, Drugstore Cowboy, My Own Private Idaho, The Postman, Free Willy, Free Willy 2, 1941, và Swordfish.
Matt Groening, quê ở Oregon, là tác giả của bộ phim hoạt họa truyền hình dài The Simpsons đã thu thập nhiều dữ kiện từ thành phố nhà của mình là Portland vào loạt phim hoạt họa truyền hình dài này.
| Công ty                             | Tổng hành dinh | Giá trị thị trường |
| ----------------------------------- | -------------- | ------------------ |
| 1. Nike, Inc.                       | gần Beaverton  | 32,039 tỉ          |
| 2. Precision Castparts Corp.        | Portland       | 16,158 tỉ          |
| 3. FLIR Systems                     | Wilsonville    | 4,250 tỉ           |
| 4. StanCorp Financial Group, Inc.   | Portland       | 2,495 tỉ           |
| 5. Schnitzer Steel Industries, Inc. | Portland       | 1,974 tỉ           |
| 6. Portland General Electric        | Portland       | 1,737 tỉ           |
| 7. Columbia Sportswear              | gần Beaverton  | 1,593 tỉ           |
| 8. Northwest Natural Gas            | Portland       | 1,287 tỉ           |
| 9. Mentor Graphics                  | Wilsonville    | 976 triệu          |
| 10. TriQuint Semiconductor          | Hillsboro      | $938               |

Các dịch vụ và công nghiệp kỹ thuật cao là những công ty mướn công nhân chính từ thập niên 1970. Tektronix là một công ty tư mướn công nhân nhiều nhất tại Oregon cho đến cuối thập niên 1980. Việc Intel thiết lập và mở rộng nhiều cơ sở sản xuất tại miền đông Quận Washington đã làm tiếp tục sự phát triển mà Tektronix từng khởi đầu. Intel, công ty tư lớn nhất tiểu bang, điều hành bốn cơ sở sản xuất lớn với Ronler Acres, Jones Farm và Hawthorn Farm nằm ở Hillsboro. Sự phân chia ra các công ty nhỏ và sự khởi sự của các công ty mới do hai công ty này tạo ra đưa đến sự thiết lập một khu vực có tên gọi là Rừng Silicon. Sự thối trào của các công ty Dot-com năm 2001 đã đánh gây ảnh hưởng nặng nề cho vùng; nhiều công ty kỹ thuật cao đã giảm số lượng nhân công hoặc khai phá sản. OSDL tạo chấn động tin tức năm 2004 khi họ mướn Linus Torvalds, người phát triển ra Linux. Hiện nay, Đại công ty công nghệ sinh học Genentech đã mua vài mẫu Anh đất tại Hillsboro để cố mở rộng khả năng sản xuất của họ.
Oregon cũng là nhà của nhiều công ty lớn trong những ngành kỹ nghệ khác. Tổng hành dinh thế giới của Nike nằm gần Beaverton. Medford là nhà của hai trong những công ty bán hàng qua thư tín lớn nhất tại Hoa Kỳ: Harry and David Operations Corp. bán những món hàng quà tặng dưới vài tên hiệu, và Musician's Friend, một nhà bán lẻ qua mạng quốc tế các sản phẩm nhạc cụ và có liên quan đến nhạc cụ.Medford cũng là nhà của tổng hành dinh quốc gia của công ty trong danh sách Fortune 1000 là Lithia Motors. Portland là nhà của một trong các nhà xuất bản buôn bán sách lớn nhất miền Tây Hoa Kỳ là Graphic Arts Center Publishing.
Oregon có một trong các ngành công nghệ đánh bắt cá hồi lớn nhất trên thế giới. Du lịch cũng là thế mạnh của tiểu bang; rừng núi xanh tươi, thác nước, hồ nguyên thủy của Oregon (gồm có Công viên Quốc gia Hồ miệng núi lửa), và những bãi biển có cảnh quang đẹp thu hút nhiều du khách quanh năm. Lễ hội Shakespeare Oregon, được tổ chức tại Ashland, là nơi thứ thu hút khách du lịch. Lễ hội bổ sung thêm cho các cảnh đẹp của miền nam tiểu bang và là dịp cho các hoạt động ngoài trời.
Oregon là nhà của một số hãng nấu rượu bia nhỏ và Portland có số lượng hãng nấu rượu bia lớn nhất so với bất cứ thành phố nào trên thế giới.
Tổng sản lượng của Oregon là 132,66 tỉ đô la Mỹ tính đến năm 2006, như vậy nó đứng hàng thứ 27 có tổng sản lượng lớn tại Hoa Kỳ.

## Nhân khẩu

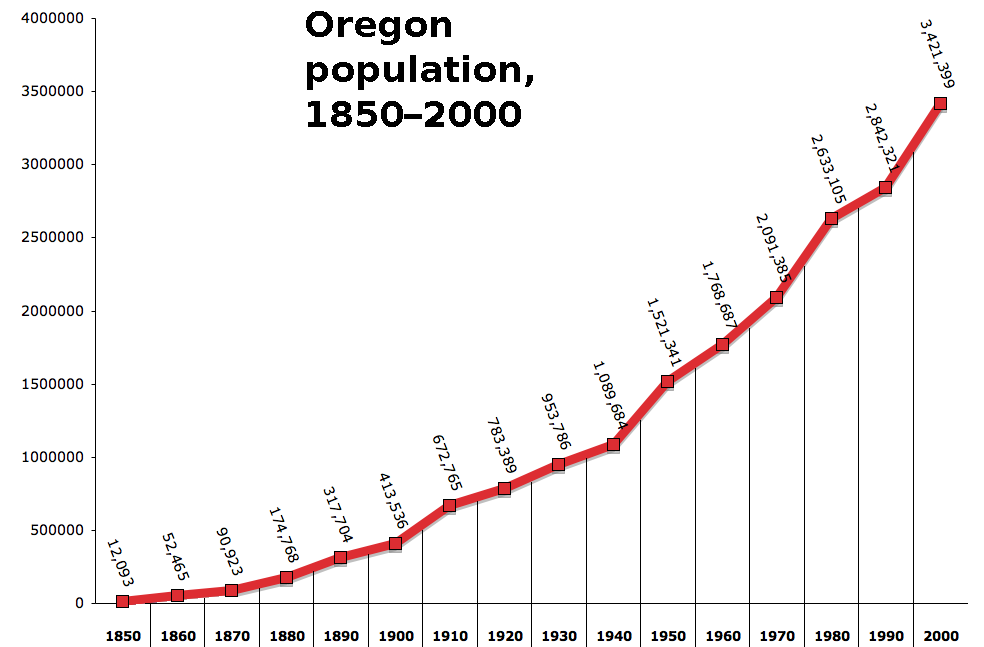
Dân số Oregon theo thập niên 1850–2000 (nguồn: Dữ liệu Điều tra Dân số)

Tính đến năm 2012, Oregon có dân số ước tính là 3.899.353, tăng 49.693, hay 1,4% co với năm trước đó và tăng 219.620 hay 6,4% kể từ năm 2000. Con số này bao gồm một sự gia tăng theo tự nhiên kể từ lần điều tra dân số cuối là 75.196 người (có nghĩa là 236.557 sinh trừ đi 161.361 chết) và một sự gia tăng vì di dân là 150.084 người vào tiểu bang. Di dân từ ngoài Hoa Kỳ đưa đến kết quả gia tăng 72.263 người, và di cư trong Hoa Kỳ cho ra một con số gia tăng là 77.821 người.
Trung tâm dân số Oregon nằm trong Quận Linn tại thành phố Lyons.
Tính đến năm 2004, dân số Oregon gồm có 309.700 cư dân sinh ở nước ngoài (chiếm 8,7% dân số tiểu bang) và một con số ước tính là có khoảng 90.000 người di dân bất hợp pháp (2,5% dân số tiểu bang).
| Nhân khẩu của Oregon (csv)                                                                                          | Nhân khẩu của Oregon (csv) | Nhân khẩu của Oregon (csv) | Nhân khẩu của Oregon (csv) | Nhân khẩu của Oregon (csv) | Nhân khẩu của Oregon (csv) |
| Theo chủng tộc | Da trắng                   | Da đen                     | AIAN                       | Á châu                     | NHPI                       |
| --- | -------------------------- | -------------------------- | -------------------------- | -------------------------- | -------------------------- |
| AIAN là người bản thổ châu Mỹ hay người bản thổ Alaska - NHPI là người bản thổ Hawaii hay người Đảo Thái Bình Dương |                            |                            |                            |                            |                            |
| 2000 (tổng dân số)                                                                                                  | 93.45%                     | 2.17%                      | 2.54%                      | 3.75%                      | 0.48%                      |
| 2000 (người nói tiếng Tây Ban Nha)                                                                                  | 7.63%                      | 0.17%                      | 0.32%                      | 0.10%                      | 0.05%                      |
| 2005 (tổng dân số)                                                                                                  | 92.95%                     | 2.38%                      | 2.44%                      | 4.25%                      | 0.50%                      |
| 2005 (người nói tiếng Tây Ban Nha)                                                                                  | 9.38%                      | 0.24%                      | 0.34%                      | 0.11%                      | 0.05%                      |
| Gia tăng 2000-2005 (tổng dân số)                                                                                    | 5.85%                      | 16.64%                     | 2.45%                      | 20.78%                     | 10.87%                     |
| Gia tăng 2000-2005 (không phải người nói tiếng Tây Ban Nha)                                                         | 3.63%                      | 13.63%                     | 0.62%                      | 20.75%                     | 10.26%                     |
| Gia tăng 2000-2005 (người nói tiếng Tây Ban Nha)                                                                    | 30.84%                     | 52.63%                     | 15.25%                     | 21.84%                     | 16.42%                     |

Nhóm có nguồn gốc tổ tiên được ghi nhận lớn nhất tại Oregon là: người Đức (20,5%), người Anh (13,2%), người Ireland (11,9%), người Mỹ (6,2%), và người Mexico (5,5%).
Đa số các quận của Oregon có phần đông cư dân là người gốc châu Âu. Người Mỹ gốc Mexico sống tập trung cao nhất tại các quận Malheur và Jefferson.
6,5% dân số Oregon được ghi nhận là nhỏ hơn 5 tuổi, 24,7% dưới 18 tuổi, và 12,8% từ 65 trở lên. Phụ nữ chiếm khoảng 50,4% dân số.

### Tôn giáo
Trong tất cả tiểu bang Hoa Kỳ, Oregon có tỉ lệ dân số cao nhất đứng hạng ba tự nhận mình không thuộc bất cứ tôn giáo nào (đồng hạng với Colorado là 21 phần trăm), nhưng sau tiểu bang Washington và Vermont.

### Chiều hướng dân số 2000–2003
Ước tính được đưa ra tính đến tháng 9 năm 2004 cho thấy một sự gia tăng dân hàng chục phần trăm trong nhóm người nói tiếng Tây Ban Nha và người gốc Á châu từ Điều tra Dân số năm 2000. Khoảng 60% trong số 138.197 cư dân mới là từ các nhóm dân thiểu số. Sự gia tăng dân số của người gốc Á châu phần đông là tại vùng đô thị Portland, Salem, và Eugene; riêng người nói tiếng Tây Ban Nha thì gia tăng khắp nơi trong tiểu bang.